# Nová Dedinka
Nová Dedinka (Hongaars:Dunaújfalu) is een Slowaakse gemeente in de regio Bratislava, en maakt deel uit van het district Senec.
Nová Dedinka telt 1751 inwoners.
In het begin van de vorige eeuw woonden er vooral Hongaren in de dan Hongaarse gemeente. Ze vormden er meer dan 90% van de bevolking. In 1920 werd het gebied verloren door Hongarije en toegewezen aan Tsjecho-Slowakije. Met name vanaf de jaren '90 is de gemeente een geliefde woonplek voor forensen uit Bratislava. De Slowaken vormen inmiddels dan ook een ruime meerderheid van de 1751 inwoners, de oorspronkelijke Hongaarse bevolking is nog 400 personen sterk.
Bernolákovo · Blatné · Boldog · Čataj · Dunajská Lužná · Hamuliakovo · Hrubá Borša · Hrubý Šúr · Hurbanova Ves · Chorvátsky Grob · Igram · Ivanka pri Dunaji · Kalinkovo · Kaplna · Kostolná pri Dunaji · Kráľová pri Senci · Malinovo · Miloslavov · Most pri Bratislave · Nová Dedinka · Nový Svet · Reca · Rovinka · Senec · Tomášov · Tureň · Veľký Biel · Vlky · Zálesie